# تاکاشی آیزاوا
تاکاشی آیزاوا (انگلیسی: Takashi Aizawa؛ زادهٔ ۵ ژانویهٔ ۱۹۸۲) بازیکن فوتبال اهل ژاپن است.
از باشگاه‌هایی که در آن بازی کرده‌است می‌توان به باشگاه فوتبال کاوازاکی فرونتال و باشگاه فوتبال سرزو اوساکا اشاره کرد.